# Gabriela Martins
Gabriela Martins Silva   (Varginha, 5 de março de 1996) é uma voleibolista indoor brasileira, atuante na posição Central, com marca de alcance de 300 cm no ataque e 285 cm no bloqueio.

## Carreira
Ela iniciou no voleibol com cerca de  11 anos de idade, foi formada nos núcleos das escolinhas de vôlei da SEMEL/CRES de Varginha, estava na equipe mirim do Minas Olímpica/Cres/Semel e conquistou o título da Liga Regional de 2009, época apelidada de a Cubinho, foi convocada para as categorias de base da seleção brasileira em 2012, e disputou o Campeonato Sul-Americano Infantojuvenil de 2012 em Callao obtendo a medalha de prata.
Representou o país na edição da Copa Pan-Americana Infantojuvenil de 2013 realizada na Cidade da Guatemalae disputou pela seleção brasileira a edição do Campeonato Mundial Infantojuvenil de 2013 em Nakhon Ratchasima, Tailândia, conquistando o bronze, sendo a atleta mais efetiva na decisão da medalha com 13 pontos contra a seleção peruana, e estava defendendo as cores do Umuarama/Nafe até 2012, da cidade de São Gonçalo do Sapucaí e por isso aos 17 anos de idade estreou no time profissional do Vôlei Amil para temporada 2013-14.
Foi convocada para seleção brasileira e sendo campeã com a seleção do torneio promovido pela AAU - Amateur Athletic Union Volleyball, em Orlando, nos Estados Unidos, chamado de AAU Girls' Junior National Volleyball Championships, depois, disputou a edição do Campeonato Sul-Americano Juvenil de 2014 em Barrancabermeja  e conquistando a medalha de ouro. Na temporada 2014-15, foi atleta do Camponesa/Minas sagrando-se vice-campeã do Campeonato Mineiro em 2014 e e disputou Superliga Brasileira A 2014-15.Em 2015 disputou  Copa Banco do Brasil  cuja finais ocorreu Cuiabá, mas encerrou em sexto lugar nesta edição.
Em 2015, foi  convocada para Seleção Brasileira e disputou a edição do Campeonato Mundial Juvenil de 2015 realizado em Porto Rico sagrando-se medalhista de prata, época que integrou elenco juvenil do Esporte Clube Pinheiros.
Em 2016, atuou pelo  Cascavel/Unimed/Sensei na Superliga Brasileira B, em 2017, disputou a Série B pelo São José dos Pinhais. Na temporada 2017-18, foi contratada pelo Sesi/Vôlei Bauru. Retornou ao São José dos Pinhais e disputou o Campeonato Paranaense de 2018 a Superliga Brasileira B de 2019, e estava acertada como time português do Clube Kairós Voleibol conquistando o vice-campeonato da Copa de Portugal.
Na temporada de 2020-21, foi repatriada pelo Esporte Clube Pinheiros, permaneceu no clube até a temporada de 2022-23, sendo vice-campeão do Campeonato Paulista de 2022 e campeã da Copa São Paulo.Foi anunciada para o período de 2023-24 para atuar no Dentil/Praia Clube, sendo campeã da Copa Brasília e do Campeonato Mineiro de 2023, e o vice-campeonato na Supercopa Brasileira de 2023.

## Títulos e resultados
- Copa Brasil de 2024
- Supercopa Brasileira de 2024
- Copa Brasília 2024
- Campeonato Mineiro de 2024
- Supercopa Brasileira de 2023
- Taça de Portugal de 2020
- Campeonato Mineiro de 2023
- Campeonato Paulista de 2022
- Campeonato Mineiro de 2014
- Copa São Paulo  de 2022